# Кутим
Кутим — река в России, протекает по Красновишерскому району Пермского края. Устье реки находится в 32 км по правому берегу реки Улс. Длина реки составляет 55 км, площадь водосборного бассейна — 568 км².

## Описание
Берёт начало в Кутимском болоте примерно в 900 м от границы со Свердловской областью к западу от хребта Хозатумп (Северный Урал). По хребту проходит граница Европы и Азии, а также водораздел Волги и Оби. Течёт преимущественно в юго-западном направлении по ненаселённой местности, среди гор и холмов покрытых тайгой. Кутим — горная река с быстрым течением, каменистым дном и частыми перепадами. Река довольно маловодная, особенно в межень, на ней много островов и проток с быстрым течением и подводными камнями.
Впадает в Улс ниже развалин бывшей деревни Кутим. Ширина реки у устья — 40 метров, скорость течения — 0,8 м/с.

## Притоки (км от устья)
- 1,6 км: река Саменка (лв)
- река Малая Сурья (лв)
- река Рыбная (пр)
- 15 км: река Выдерга (пр)
- 16 км: река Большая Сурья (лв)
- 21 км: река Лямпа Кутимская (лв)
- 28 км: река Большие Паймары (лв)
- 28 км: река Малые Паймары (лв)
- 31 км: река Средний Кутим (лв)

## Данные водного реестра
По данным государственного водного реестра России относится к Камскому бассейновому округу, водохозяйственный участок реки — Кама от водомерного поста у села Бондюг до города Березники, речной подбассейн реки — бассейны притоков Камы до впадения Белой. Речной бассейн реки — Кама.
Код объекта в государственном водном реестре — 10010100212111100004495.